# 森栄次
森 栄次（もり えいじ、1959年6月19日 - ）は、日本の元サッカー選手、サッカー指導者である。日本サッカー協会公認A級ライセンス所持。

## 人物
神奈川県出身。1979年に読売サッカークラブに入団。現役時代は主にディフェンダーでプレーし、ハードタックルを得意としていた。
現在の日本プロサッカーリーグ（Jリーグ）が創設される直前の1989年まで現役でプレーした後に現役を引退し、指導者に転身。指導者に転身後は読売サッカークラブでユースチームのコーチに就任した後に、1997年に女子チームの読売西友ベレーザ監督に就任し、澤穂希らを中心にしたチームでリーグ戦前期を制覇し、日本女子サッカーリーグ監督賞を受賞した。
1999年にはヴィッセル神戸に移り、監督の川勝良一の下でコーチを務める。
2005年から2009年までは尚美学園大学サッカー部にて監督・総監督を務めた。
2010年に古巣の東京ヴェルディに復帰し、トップチームのコーチ及びジュニアユース監督を務める。
2015年には日テレ・ベレーザ監督に就任。長谷川唯、田中美南ら若い選手が多いチームを指導し、リーグ戦3連覇に導いた。
2019年からは浦和レッドダイヤモンズ・レディースの監督に就任。浦和でも手腕を発揮し、就任初年度にリーグと皇后杯で2位、2年目でリーグ戦優勝に導いた。
2021年は、浦和は同年発足するWEリーグへの参入が承認されたが、WEリーグでは、監督として指揮を執るための要件として、日本サッカー協会が定める規定でS級ライセンスの資格を持つ者でなければならないとされ、森はA級ライセンスのみ保持していなかったため、WEリーグでは監督という立場では指揮を執ることができず、「（アカデミーも含めた）クラブ全体を強化してほしい」という浦和側の希望もあり、同チームの総監督に就任した。
2022年5月16日、総監督を退任し、レッズレディース アカデミーダイレクター専任となることが発表された。

## 指導歴
- 1992年 - 1995年  読売日本サッカークラブ ユースコーチ
- 1996年 - 1997年  読売西友ベレーザ
  - 1996年 コーチ兼メニーナ監督
  - 1997年 監督
- 1998年  ヴェルディ川崎 コーチ兼サテライト監督
- 1999年 - 2004年  ヴィッセル神戸
  - 1999年 - 2002年 コーチ
  - 2003年 - 2004年 ユース監督
- 2005年 - 2009年  尚美学園大学
  - 2005年 - 2007年 監督
  - 2008年 総監督
- 2010年 - 2014年  東京ヴェルディ1969
  - 2010年 コーチ兼ジュニアユース監督
  - 2010年8月 - 12月 コーチ兼日テレ・ベレーザ監督
  - 2011年 コーチ
  - 2012年 ジュニアユース監督
- 2015年 - 2017年  日テレ・ベレーザ監督
- 2018年  東京ヴェルディU-12、U-15アドバイザリーコーチ兼青山学院大学サッカー部コーチ
- 2019年 -  浦和レッズレディース/三菱重工浦和レッズ・レディース
  - 2019年 - 2020年 監督
  - 2021年 - 2022年 総監督
  - 2022年 - アカデミーダイレクター

## タイトル
日テレ・ベレーザ
- なでしこリーグ1部：3回（2015年, 2016年, 2017年）
- 皇后杯全日本女子サッカー選手権大会：1回（2017年）
- なでしこリーグカップ：1回（2016年）

浦和レッズレディース
- なでしこリーグ1部：1回（2020）
- 皇后杯全日本女子サッカー選手権大会：１回（2021年）